# Jules-Édouard Alboize de Pujol
Jules-Édouard Alboize de Pujol (Montpellier, 1805-París, 9 de abril de 1854) fue un escritor, dramaturgo e historiador francés. Director del Théâtre de l'Atelier de Montmartre, escribió varios dramas y comedias, tanto de manera individual como en colaboración con otros autores.

## Obras seleccionadas

### Publicaciones
- Christiern de Danemark, ou les masques noirs, con Paul Foucher, París, Marchant, 1836.
- La Guerre des servantes, drama en cinco actos y siete tableaux, con Charles Emmanuel Theaulon y Jean Harel, 26 de agosto de 1837.
- L’Idiote, drama en tres actos y en prosa, representada en el Théâtre de la Porte-Saint-Antoine, 2 de diciembre de 1837, París, JN Barba, 1837.
- Le Tribut des cent vierges, Bernard Lopez, E. Duverger, representada en el Théâtre de la Gaîté, París, Sn, 1841.
- Marie Simon, drama en cinco actos, con Saint-Yves, París, 1852.
- Les Chevaux du carrousel, ou le Dernier jour de Venise, drama en cinco actos, con Paul Foucher, París, Dondey Widow Dupre [S. d.].

### Libretos
- Tabarin, with Georges Bousquet y Andrel, París, Grus, v. In 1852.

### Historia
- Histoire de la Bastille depuis sa fondation (1374) jusqu’à sa destruction (1789), con Arnold Auguste y Auguste Maquet, París, Library Administration, 1840.
- Description pittoresque de la succursale de l’hôtel royal des invalides à Avignon, con Arnoult y Maquet, Avignon, Bonnet sons, 1845.
- Les Prisons de l’Europe, con Auguste Maquet, París, Library Administration, 1845.
- Fastes des Gardes nationales de France, París, Goubaud y Olivier, 1849.